# Oxira derufata
Oxira derufata là một loài bướm đêm trong họ Noctuidae.